# 케르데리
케르데리(Kerderi)는 아랄해의 카자흐스탄 영해가 말라붙은 해저에서 발견된 거주지 유적이다. 케르데리에는 14세기 전후로 사람들이 살았으며, 즉 이 시기에 아랄해는 지금처럼 말라붙은 상태였다는 의미가 된다. 케르데리가 언제 버려졌는지는 확실하지 않지만, 발견된 유물을 탄소연대측정한 결과 16세기 초엽으로 나타났다. 역사적 증거를 보건대 아랄해는 1570년 이후로 서서히 차오르기 시작했는데, 이 때 아무다리야강의 흐름이 아랄해 쪽으로 돌아섰기 때문이다. 그래서 아랄해가 차오르면서 케르데리는 물 속 19 미터 깊이에 완전히 잠겼다. 1960년대에 소련이 아무다리야강과 시르다리야강의 흐름을 바꾸자 아랄해의 수위가 후퇴하면서 케르데리의 위치가 다시 뭍으로 드러났고, 2001년 재발견되어 발굴되었다. They have since served as important evidence of the Aral Sea's historic changes in depth.
케르데리는 서로 다른 세 유적을 통칭하는 것으로, 각각 케르데리 1호, 케르데리 2호, 아랄아사르 유적이라고 명명되었다. 폐허가 된 마우솔레움 2기도 발견되었다.  케르데리 1호의 주민들은 근처를 굽이치는 시르다르야강을 통해 민물을 구할 수 있었다. 고고학적 증거는 거주민들이 쌀농사와 밀농사를 지으며 또한 가축도 길렀음을 보여준다. Aral Asar drew the benefits of trade as a stop on the Silk Road.